# Macrobrachium forcipatum
Macrobrachium forcipatum är en kräftdjursart som beskrevs av Ng 1995. Macrobrachium forcipatum ingår i släktet Macrobrachium och familjen Palaemonidae. Inga underarter finns listade i Catalogue of Life.